# Villa Bahnhofstraße 14

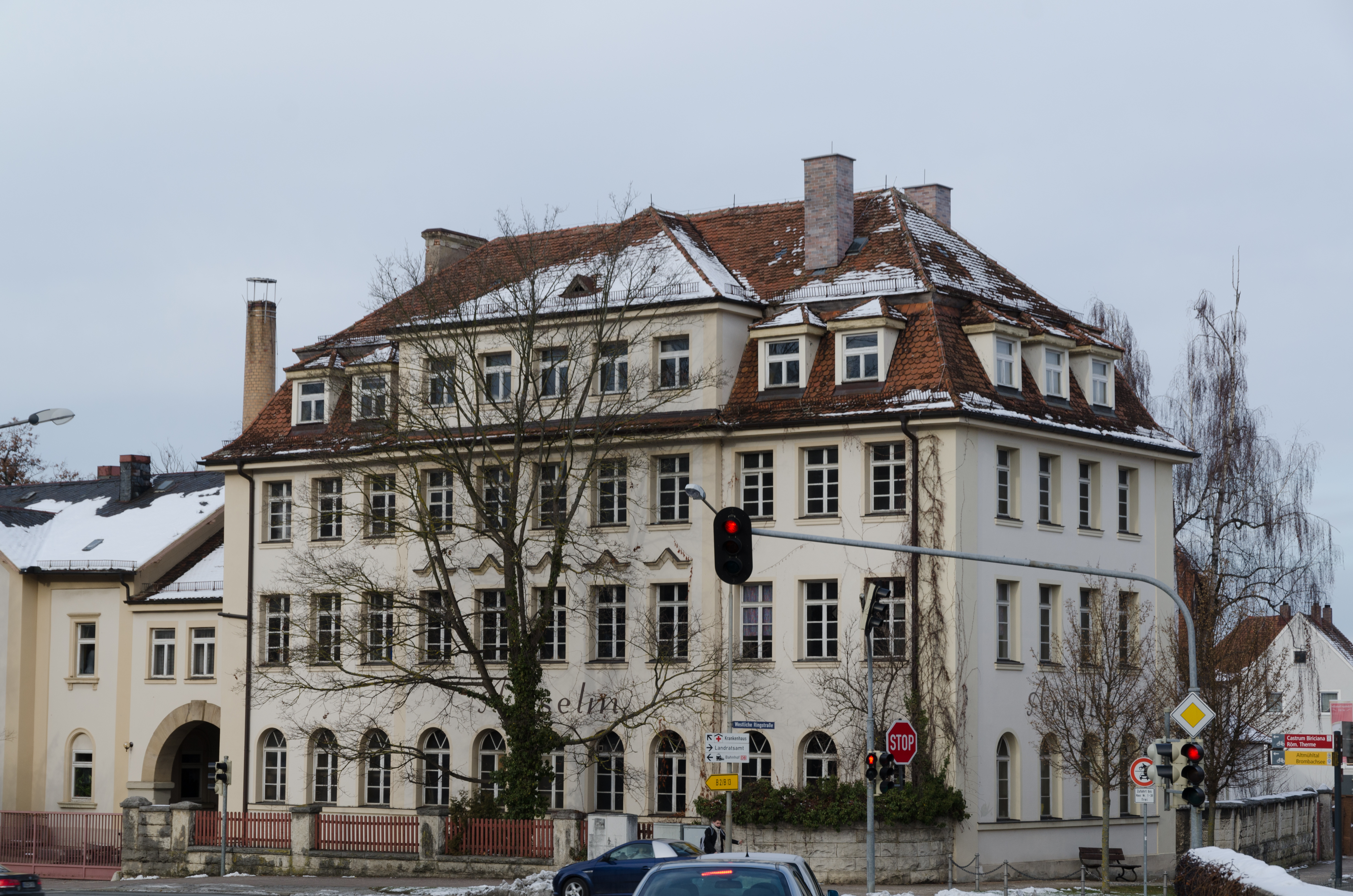
Das Gebäude im Dezember 2012

Das Gebäude Bahnhofstraße 14 ist ein Fabrikgebäude und eine ehemalige Fabrikantenvilla in Weißenburg in Bayern, einer Großen Kreisstadt im mittelfränkischen Landkreis Weißenburg-Gunzenhausen. Das Gebäude ist unter der Denkmalnummer D-5-77-177-598 als Baudenkmal in die Bayerische Denkmalliste eingetragen.
Das Gebäude befindet sich auf einer Höhe von 419 Metern über NHN am südwestlichen Rand der denkmalgeschützten Altstadt Weißenburgs. Unweit befinden sich der Weißenburger Bahnhof, die Gebäude des Landratsamtes Weißenburg-Gunzenhausen, das ehemalige Kommandantenhaus der Wülzburg und der Weißenburger Südfriedhof. Früher befand sich unweit dieser Stelle ein Teil der Stadtmauer, die im Laufe des 19. Jahrhunderts zur Schaffung einer Straße abgebrochen worden ist.
Das spätklassizistische Gebäude wurde 1874 errichtet und später erweitert. Der zweigeschossige Satteldachbau mit Mittelrisalit besitzt eine Lisenengliederung. Der rückwärtige Nordflügel ist ein zweigeschossiger Mansarddachbau, der nach Planung des Nürnberger Architekten Hans Müller 1910 errichtet worden ist. Ein weiterer Anbau des Gebäudes ist ein 1924 ebenfalls von Hans Müller entworfener dreigeschossiger Bau mit Mansardwalmdach. Das Bauwerk entstand wie zahlreiche andere Villen im Weißenburger Stadtgebiet, als im Zuge der Industrialisierung reichere Familien am Rande der Altstadt Villen errichteten. Das Gebäude befindet sich im Eigentum der Firma Anselm.